# Hovtraktör

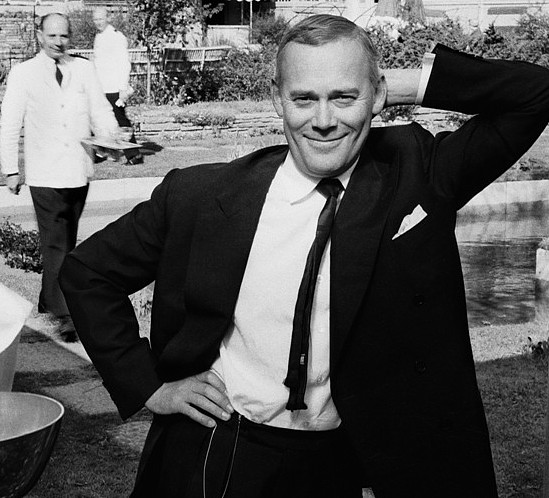
Tore Wretman, Sveriges första hovtraktör (1966).

Hovtraktör är en hederstitel utgiven av den svenske monarken som ett erkännande för skicklighet inom matlagningskonsten. Med titeln följer också att hovtraktören ansvarar för kungahusets officiella middagar på slottet och på resor runt världen.

## Kända hovtraktörer
- Tore Wretman (1966)[2]
- Werner Vögeli (1977)[2]
- Stefano Catenacci (2012)[2]